# SC Cambuur-Leeuwarden in het seizoen 2011/12
Deze pagina geeft informatie en diverse statistieken van voetbalclub SC Cambuur-Leeuwarden in het seizoen 2011/12.
Cambuur speelde dit seizoen in de Eerste divisie. Het was het 43e seizoen in de Eerste divisie voor Cambuur.  Traditioneel was de eerste oefenwedstrijd tegen VV DTD, dit jaar op 1 juli.
Alfons Arts is ook dit seizoen nog steeds de hoofdtrainer. Naast hem op de bank zit Henk de Jong.
In het toernooi om de KNVB beker stroomde Cambuur in de tweede ronde in, op 20 september was FC Zwolle in eigen huis de tegenstander. Zwolle won met 0-1.
In de winterstop (op 6 januari 2012) zouden SC Cambuur en FC Groningen een oefenwedstrijd spelen in het Cambuurstadion. Deze wedstrijd werd door de burgemeester van Leeuwarden, Ferd Crone, verboden in verband met hoge waterstanden en de problemen die deze in het noorden van Nederland met zich meebrachten.

## Uitslagen

### Oefenwedstrijden
| Datum | Thuisclub                               | Uitclub    | Uitslag | Score (Cambuur)                                                                     |
| ----- | --------------------------------------- | ---------- | ------- | ----------------------------------------------------------------------------------- |
| 01/07 | VV DTD (Jelsum)                         | SC Cambuur | 0-7     | M. van der Heide 3×, Barto, Türk, de Hoop, ED tegenstander                          |
| 02/07 | VV ONB (Drachten)                       | SC Cambuur | 0-12    | M. van der Heide 3×, S. van der Heide 3×, Barto 2×, Mravec, de Leeuw, Türk, Dantuma |
| 05/07 | VV Kollum                               | SC Cambuur | 1-12    | Barto 3×, de Leeuw 3×, M. van der Heide 2×, Schepers, de Vries, Öztürk, Türk        |
| 08/07 | VV Balk                                 | SC Cambuur | 0-4     | de Vries, Bakker, Barto, El Kabir                                                   |
| 09/07 | Flevo Boys                              | SC Cambuur | 1-1     | M. van der Heide                                                                    |
| 12/07 | Regioteam VV De Veluwse Boys (Garderen) | SC Cambuur | 0-7     | de Vries 3×, van der Laan, Turk, Barto, Bouwer                                      |
| 15/07 | Heracles (Billerbeck)                   | SC Cambuur | 2-2     | Barto 2×                                                                            |
| 19/07 | BV Veendam                              | SC Cambuur | 0-2     | Dissels, Bakker                                                                     |
| 22/07 | SC Kootstertille                        | SC Cambuur | 0-3     | de Vries 2×, Hese                                                                   |
| 29/07 | Harkemase Boys                          | SC Cambuur | 1-2     | S. van der Heide, de Vries                                                          |
| 08/11 | HHC Hardenberg                          | SC Cambuur | 0-1     | Turk                                                                                |
| 22/11 | Harkemase Boys                          | SC Cambuur | 3-1     | Weijl                                                                               |
| 07/01 | Drachtster Boys                         | SC Cambuur | 1-6     | Dissels, de Jong (e.d.), Barto, Bakker, van der Wal, Bras (e.d.)                    |
| 19/05 | VV Rood Geel                            | SC Cambuur |         |                                                                                     |
| 23/05 | Broekster Boys                          | SC Cambuur |         |                                                                                     |

### Competitie
| #              | Datum          | Toesch. (thuis) | Thuisclub        | Uitclub          | Uitslag        | Doelpunten | Kaarten (Cambuur)                                   | #              |
| Eerste periode | Eerste periode | Eerste periode  | Eerste periode   | Eerste periode   | Eerste periode | Eerste periode | Eerste periode                                      | Eerste periode |
| -------------- | -------------- | --------------- | ---------------- | ---------------- | -------------- | --- | --------------------------------------------------- | -------------- |
| 1              | 08/08          |                 | AGOVV Apeldoorn  | SC Cambuur       | 2-4            | 10' 1-0 Hemmen, 13' 1-1 Hese, 25' 1-2 De Vries, 45' 1-3 Hese, 51' 2-3 Laghmouchi, s 77' 2-4 Bakker                      | van der Laan                                        | ?              |
| 2              | 12/08          | 5.860           | SC Cambuur       | FC Eindhoven     | 0-1            | s 43' 0-1 Lucius | Dijkstra, Hese, Türk                                | ?              |
| 3              | 19/08          |                 | FC Den Bosch     | SC Cambuur       | 1-1            | 55' 1-0 van Moorsel, 90' 1-1 S. van der Heide                                                                           | Dijkstra                                            | ?              |
| 4              | 26/08          | 5.369           | SC Cambuur       | Fortuna Sittard  | 3-1            | 40' 0-1 Gommans, s 63' 1-1 Bakker, 68' 2-1 Türk, 88' 3-1 Dissels                                                        |                                                     | ?              |
| 5              | 11/09          |                 | FC Volendam      | SC Cambuur       | 1-4            | 9' 0-1 De Leeuw, 10' 1-1 Tuyp, s 16' 1-2 Bakker, 82' 1-3 Bakker, 83' 1-4 Bakker                                         |                                                     | ?              |
| 6              | 16/09          |                 | FC Dordrecht     | SC Cambuur       | 2-1            | 15' 0-1 Barto, 84' 1-1 Beugelsdijk, s 90' 2-1 Lopes                                                                     | Hese, Vosselman                                     | ?              |
| 7              | 23/09          | 5.339           | SC Cambuur       | Helmond Sport    | 2-2            | 38' 1-0 S. van der Heide, 54' 1-1 Kazlauskas, 71' 1-2 Niklitsiotis, 90' 2-2 Barto                                       | Hese, El Makrini, Barto                             | ?              |
| 8              | 30/09          | 5.471           | SC Cambuur       | FC Emmen         | 2-1            | 41' 0-1 Wolters, s 73' 1-1 Bakker, s 89' 2-1 Bakker                                                                     | Hese, El Makrini                                    | 5              |
| Tweede periode |                |                 |                  |                  |                | |                                                     |                |
| 9              | 15/10          |                 | Go Ahead Eagles  | SC Cambuur       | 4-1            | 3' 1-0 Antonia, 45' 2-0 Houtkoop, 47' 2-1 Bakker, s 55' 3-1 Kolder, 72' 4-1 Suk                                         | Dijkstra, Droste, van der Laan, Vosselman, De Leeuw | ?              |
| 10             | 21/10          | 5.125           | SC Cambuur       | FC Oss           | 4-2            | 13' 1-0 S. van der Heide, 30' 2-0 De Vries, 50' 3-0 S. van der Heide, 63' 3-1 Nelemans, 66' 3-2 Nelemans, 90' 4-2 Türk  | S. van der Heide, De Leeuw                          | ?              |
| 11             | 30/10          |                 | Sparta Rotterdam | SC Cambuur       | 2-0            | 29' 1-0 Bruinier, 74' 2-0 Nieuwendaal                                                                                   | Van Boxel, Van der Laan, Droste                     | ?              |
| 12             | 04/11          | 5.644           | SC Cambuur       | MVV Maastricht   | 5-1            | 12' 1-0 De Vries, 15' 2-0 S. Van der Heide, 46' 3-0 Bakker, 59' 4-0 De Leeuw, s 64' 5-0 Bakker, 89' 5-1 Borgers         |                                                     | ?              |
| 13             | 12/11          |                 | Telstar          | SC Cambuur       | 2-5            | 29' 1-0 Plat, 31' 1-1 Türk, 49' 2-1 Mazreku, 57' 2-2 De Leeuw, 58' 2-3 Dissels, 81' 2-4 Promes (e.d.), 86' 2-5 Schepers | Droste, El Makrini                                  | ?              |
| 14             | 28/11          | 5.065           | SC Cambuur       | Almere City FC   | 3-0            | 39' 1-0 Bakker, 80' 2-0 Schepers, 88' 3-0 Van der Laan                                                                  | Van der Laan                                        | ?              |
| 15             | 02/12          |                 | FC Zwolle        | SC Cambuur       | 3-0            | 44' 1-0 Van der Laan (e.d.), 63' 2-0 Narsingh, 90' 3-0 Mamedov                                                          | Türk, El Makrini                                    | 4              |
| 16             | 09/12          | 5.380           | SC Cambuur       | SC Veendam       | 5-1            | 10' 0-1 Kluin, 17' 1-1 S. van der Heide, 25' 2-1 De Vries, 33' 3-1 De Vries, 73' 4-1 De Leeuw, 88' 5-1 De Leeuw         | El Makrini                                          | 3              |
| Derde periode  |                |                 |                  |                  |                | |                                                     |                |
| 17             | 18/12          |                 | Willem II        | SC Cambuur       | 0-0            | | Vosselman, Bakker                                   | 3              |
| 18             | 13/01          |                 | Fortuna Sittard  | SC Cambuur       | 0-0            | | Van der Laan, Hese                                  | 4              |
| 19             | 22/01          | 5.774           | SC Cambuur       | Go Ahead Eagles  | 1-1            | 52' 1-0 S. van der Heide, 57' 1-1 Kolder                                                                                |                                                     | 5              |
| 20             | 27/01          |                 | FC Oss           | SC Cambuur       | 3-2            | 9' 0-1 de Vries, 39' 1-1 Nelemans, 56' 2-1 Nelemans, 61' 2-2 Barto, 90+2' 3-2 Grootfaam                                 | El Makrini                                          |                |
| 21             | 05/03          | 5.000           | SC Cambuur       | FC Dordrecht     | 4-0            | 5' 1-0 Dissels, 24' 2-0 van Boxel, 51' 3-0 Barto, 69' 4-0 de Leeuw                                                      | Hese                                                |                |
| 22             | 10/02          |                 | Almere City FC   | SC Cambuur       | 1-1            | 28' 1-0 Hese (e.d), 50' 1-1 de Leeuw                                                                                    | van Boxel                                           |                |
| 23             | 18/02          | 5.430           | SC Cambuur       | Sparta Rotterdam | 1-2            | 30' 1-0 Dissels, 44' 1-1 Bokila, 65' 1-2 de Roon                                                                        | El Makrini, Vosselman, van der Laan                 |                |
| 24             | 24/02          |                 | FC Emmen         | SC Cambuur       | 2-1            | 71' 0-1 Schepers, 85' 1-1 de Groot, 90' 2-1 Fischer                                                                     | El Makrini                                          |                |
| Vierde periode |                |                 |                  |                  |                | |                                                     |                |
| 25             | 02/03          | 5.563           | SC Cambuur       | FC Volendam      | 4-1            | 10' 1-0 de Leeuw, 49' 1-1 Ahahaoui, 55' 2-1 Dissels, 60' 3-1 de Vries, 87' 4-1 M. van der Heide                         |                                                     |                |
| 26             | 12/03          | 5.112           | SC Cambuur       | AGOVV Apeldoorn  | 2-0            | 46' 1-0 de Vries, 62' 2-0 Türk                                                                                          |                                                     |                |
| 27             | 16/03          |                 | FC Eindhoven     | SC Cambuur       | 1-1            | 49' 0-1 Schepers, 59' 1-1 Koç                                                                                           |                                                     |                |
| 28             | 20/03          | 5.553           | SC Cambuur       | FC Den Bosch     | 1-0            | 23' 1-0 Barto | van der Laan                                        |                |
| 29             | 01/04          | 7.224           | SC Cambuur       | FC Zwolle        | 3-0            | 3' 1-0 van Boxel, 5' 2-0 Droste, 36' 3-0 Schepers                                                                       | van Boxel, Droste, Barto                            | 5              |
| 30             | 06/04          |                 | SC Veendam       | SC Cambuur       | 1-1            | 15' 1-0 Opoku, 90+4' 1-1 de Leeuw                                                                                       | van Boxel                                           |                |
| 31             | 09/04          | 6.263           | SC Cambuur       | Willem II        | 0-2            | 3' 0-1 Guyt, 44' 0-2 Guyt                                                                                               | M. van der Heide, de Leeuw, El Makrini              |                |
| 32             | 13/04          |                 | Helmond Sport    | SC Cambuur       | 1-3            | 34' 0-1 van der Laan, 43' 0-2 Barto, 57' 0-3 Schepers, 70' 1-3 Grabovac                                                 | van Boxel                                           | 5              |
| Periodeloos    |                |                 |                  |                  |                | |                                                     |                |
| 33             | 20/04          |                 | MVV              | SC Cambuur       | 2-0            | 44' 1-0 Esajas, 67' 2-0 Smeets                                                                                          | Barto                                               | 7              |
| 34             | 27/04          | 6.672           | SC Cambuur       | Telstar          | 3-1            | 49' 1-0 van der Laan, 55' 1-1 Lettinga, 65' 2-1 de Leeuw, 72' 3-1 Dissels                                               | de Leeuw                                            | 7              |
|                |                |                 |                  |                  |                | |                                                     |                |
| Totaal         | Totaal         | 95.844          |                  |                  |                | 68 (Cambuur) |                                                     |                |
| Gemiddeld      | Gemiddeld      | 5.638           |                  |                  |                | 2,0 (Cambuur) |                                                     |                |

| Speler               | AW |    |   |   |   |
| -------------------- | -- | -- | - | - | - |
| Wout Droste          | 33 | 1  | 4 | 0 | 0 |
| Erik Bakker          | 19 | 11 | 1 | 0 | 0 |
| Charles Dissels      | 31 | 6  | 0 | 0 | 0 |
| Bob Schepers         | 31 | 6  | 0 | 0 | 0 |
| Jonathan Vosselman   | 31 | 0  | 4 | 0 | 0 |
| Martijn van der Laan | 30 | 3  | 7 | 0 | 0 |
| Sandor van der Heide | 22 | 6  | 1 | 0 | 0 |
| Mohamed El Makrini   | 30 | 0  | 8 | 1 | 0 |
| Martijn Barto        | 31 | 6  | 3 | 0 | 0 |
| Melvin de Leeuw      | 30 | 10 | 4 | 0 | 0 |
| Mark de Vries        | 22 | 9  | 0 | 0 | 0 |
| Oguzhan Türk         | 21 | 4  | 0 | 2 | 0 |
| Marco Bizot          | 17 | 0  | 0 | 0 | 0 |
| Léon Hese            | 22 | 2  | 4 | 0 | 2 |
| Robert van Boxel     | 20 | 2  | 5 | 0 | 0 |
| Mart Dijkstra        | 16 | 0  | 3 | 0 | 1 |
| Robbert te Loeke     | 17 | 0  | 0 | 0 | 0 |
| Lucas Bijker         | 4  | 0  | 0 | 0 | 0 |
| Nuelson Wau          | 1  | 0  | 0 | 0 | 0 |
| Frits Dantuma        | 4  | 0  | 0 | 0 | 0 |
| Sicco Bouwer         | 3  | 0  | 0 | 0 | 0 |
| Dennis van der Wal   | 1  | 0  | 0 | 0 | 0 |
| Marco van der Heide  | 8  | 1  | 1 | 0 | 0 |
| Alim Öztürk          | 5  | 0  | 0 | 0 | 0 |
| Kevin van der Meulen | 0  | 0  | 0 | 0 | 0 |

| Periode   | Positie | AW | W - G - V   | Pnt | v-t   |
| --------- | ------- | -- | ----------- | --- | ----- |
| 1e        | 5       | 8  | 4 - 2 - 2   | 14  | 17-11 |
| 2e        | 4       | 8  | 5 - 0 - 3   | 15  | 23-15 |
| 3e        | 13      | 8  | 1 - 4 - 3   | 7   | 10-9  |
| 4e        | 3       | 8  | 5 - 2 - 1   | 17  | 15-6  |
| Eindstand | 7       | 34 | 16 - 8 - 10 | 56  | 68-44 |

### KNVB beker
| Datum | Ronde | Toesch. (thuis) | Thuisclub  | Uitclub   | Uitslag | Doelpunten     | Kaarten (Cambuur) |
| ----- | ----- | --------------- | ---------- | --------- | ------- | -------------- | ----------------- |
| 20-09 | 3e    | 5.249           | SC Cambuur | FC Zwolle | 0-1     | 74' 0-1 Maachi | Türk, De Leeuw    |

### Play Offs Promotie
| Datum | Ronde | Toesch. (thuis) | Thuisclub      | Uitclub        | Uitslag | Doelpunten                                                                                    | Kaarten (Cambuur)  |
| ----- | ----- | --------------- | -------------- | -------------- | ------- | --------------------------------------------------------------------------------------------- | ------------------ |
| 01-05 | 1e    |                 | MVV Maastricht | SC Cambuur     | 0-2     | 10' 0-1 Barto, 57' 0-2 Hese                                                                   | Schepers, de Leeuw |
| 05-05 | 1e    | 6.425           | SC Cambuur     | MVV Maastricht | 0-1     | 56' 0-1 La Rosa                                                                               | Bakker, de Leeuw   |
| 10-05 | 2e    | 6.743           | SC Cambuur     | VVV-Venlo      | 0-0     |                                                                                               |                    |
| 13-05 | 2e    |                 | VVV-Venlo      | SC Cambuur     | 4-3     | 11' Turk, 12' Berghuis, 25' Berghuis, 59' Turk, 82' Holla, 86' M. van der Heide, 90+2' Uchebo |                    |